# ケプラー12b
ケプラー12b（英語: Kepler-12b）とは地球からりゅう座の方向に900パーセク先にある太陽よりやや大きい恒星、ケプラー12を公転している太陽系外惑星である。質量は木星の0.4倍であるのに半径が木星の1.7倍近くある異例のホット・ジュピターである。2011年にケプラー宇宙望遠鏡の観測によりトランジット法で発見された。発見の成果は同年9月8日に公表された。

## 発見
この惑星を発見したNASAのケプラー宇宙望遠鏡はトランジット惑星を発見するために継続的に宇宙の一地域を観測した。恒星面を惑星が通過すると恒星がわずかに減光したことが検出され、それが周期的に起こるため惑星による減光かを判断した結果、惑星のトランジットが原因であるという証拠が出た。発見当時は恒星はケプラー12とは呼ばれておらず、KIC 11804665やKOI-20と呼ばれていた。

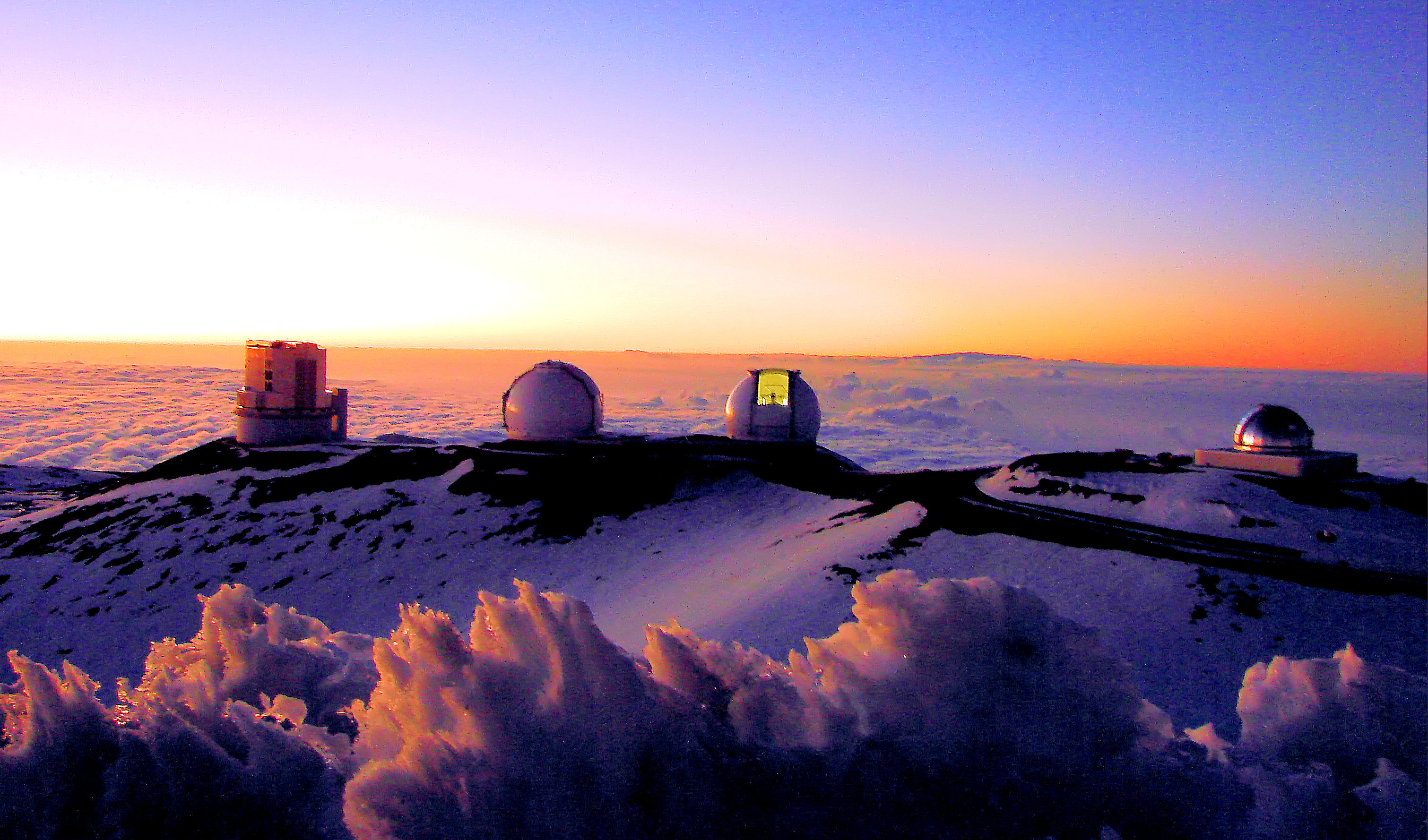
ケック天文台はケプラー12の光度の変化が連星によるものではないと証明した。

ケプラー12bの存在を確実なものとするためKepler Follow-up Program(KFOP)においてW・M・ケック天文台はケックI望遠鏡を用いて食連星でないことを証明した。WIYN天文台はスペックル・イメージングを使った調査でケック天文台による証明を補助し、他の恒星からの影響でもないことを証明した。2009年9月9日にはパロマー天文台がヘール望遠鏡に搭載されたPHAROカメラで得られた近赤外線の画像によりケック天文台とWIYN天文台の証明を再確認した。
ケック天文台は分光器HIRESを用いてケプラー12の視線速度をケプラー12bの特徴をより詳細に知るために測定した。視線速度の測定からケプラー12bの存在が確定し、1年半に及ぶデータの処理・解析から質量、半径、密度が求まった。
スピッツァー宇宙望遠鏡による再調査も行われ、ケプラーにより発見された巨大な系外惑星による恒星面通過を観測する"プログラム#60028"が実行された。その結果｢逆転層｣と呼ばれる現象は起こっていないと仮に結論づけられた。

## 恒星
恒星ケプラー12はKepler Input CatalogにおいてはKIC 11804465と呼ばれる。スペクトル型は早期のGあるいは晩期のFと分類される。また、太陽に似ており、主系列星としては終わりを迎える矮星で赤色巨星に進化するだろうと考えられている。地球からの距離は904pcあり、単位を光年に換算すると約2947光年である。視等級は13.4で肉眼では見えない。
太陽とは似ているもののわずかに太陽よりも質量は大きくイオンに富んでおり温度が高い。しかし、半径は太陽の約1.5倍もある。

## 特徴
| 木星 | ケプラー12b |
| ---- | ----------- |
| 木星 | Exoplanet   |

ケプラー12bは木星の0.431倍の質量、1.695倍の半径を持つ。木星の半分の質量しかないにもかかわらず木星の約1.7倍の大きさを持つことから密度は0.110g/cm3と非常に低く、半径異常が起こっている。現在はまだ半径異常の詳細な科学モデルは明確になっていないが、惑星の初期の活動を起因とするものだと考えられている。ケプラー12bは比較の対象となることもある。例えばHD 209458 bとはエネルギーの放出量が類似していることから比較されることがあり、TrES-4とは半径が類似していることから比較されることがある。
ケプラー12bは軌道長半径が0.556 auで、平均軌道距離は地球と太陽間の距離の5%に相当する。その軌道を4.4379637 日で公転する。軌道傾斜角は88.86°で基準面とは直交している。密度は0.111g/cm3で水の約10分の1である。平衡温度は1480 Kで木星よりも5.8倍高い。また、軌道離心率は0.01未満とされ、ほとんど円軌道である。